# Fiat 2800
Fiat 2800 или Fiat 2800 CMC — автомобиль, выпускавшийся компанией «Fiat» с 1938 по 1944 год.
Производство автомобиля представительского класса, Fiat 2800, началось в 1938 году. Эта модель — первая машина компании «Fiat», которая стала выпускаться с новой передней частью «musone» (большой нос). Автомобиль выпускался до 1941 года.
В годы войны Fiat 2800 был показателем достатка владельца. Автомобиль был популярен среди итальянской элиты, на нем ездил король Виктор Эммануил III, а также Папа Римский.
За все время производства, было изготовлено 624 экземпляра модели 2800 (обоих типов), из которых 210 были сделаны для Итальянских вооруженных сил под названием 2800 °C MC.

## Двигатели
- Тип двигателя: рядный, шестицилиндровый
- Объем двигателя: 2852 куб. см.
- Мощность двигателя: 85 л. с.
- Максимальная скорость 130 км/ч

## Fiat 2800 CMC
В 1939 году появилась модификация модели 2800, с укороченным (3,0 м вместо 3,2 м) и усиленным шасси. На модель ставились большие по размеру колёса, что позволяло использовать его на дорогах с худшим покрытием (например в колониях), а также делало его более удобным автомобилем для военных. Модификация выпускалась до 1943 года. Последний экземпляр был собран в 1944 году.
Эта модификация автомобиля предназначалась только для руководящего состава итальянских вооруженных сил.